# 트리스 스피커
트리스트램 ("트리스") E. 스피커(Tristram ("Tris") E. Speaker, 1888년 4월 4일 ~ 1958년 12월 8일)는 역사상 최고의 수비 및 공격 중견수 가운데 하나로 알려져 있는 미국의 프로 야구 선수였다. 그의 별명은 "스포크"(Spoke)와 "그레이 이글"(Grey Eagle)이었다. 스피커는 20세기 초반 보스턴 레드삭스와 클리블랜드 인디언스 등에서 활약하며, 3회의 월드 시리즈 우승을 거두고 1937년 미국 야구 명예의 전당에 헌액되었다. 개인 통산 최다 2루타 기록은 트리스 스피커가 792개를 기록하였다.

## 어린 시절
댈러스에서 남부로 70 마일 떨어져있고 500명 인구의 철도 타운 텍사스주 허바드에서 남북전쟁에 대비하여 오하이오주로부터 강제 소개된 가족에게 태어났다. 남군을 위하여 싸운 2명의 형을 둔 그의 부친 아치는 포목 비지니스에 있었고, 트리스가 10세때 사망하였다. 자신의 오빠가 또한 남군을 위하여 싸운 모친 낸시 제인은 기숙사를 간직하였다. 오른손잡이로 태어난 어린 트리스는 야생마로부터 던져진 후 자신의 오른쪽 팔이 2번이나 부러질 때 자신에게 왼손잡이로 던지는 것을 가르쳤다. 곧 그는 왼손잡이로 타구하기 시작하기도 하였다. 트리스는 고등학교에서 미식축구를 하여 주장을 맡았고, 자신의 고등학교 야구 팀에 투수로 활약하였다. 1905년 포트워스 공과 대학(현재의 텍사스 웨즐리언 대학교)에 들어가 코시카나에서 니콜슨과 왓슨 준프로 클럽을 위하여는 물론 대학 야구 팀을 위하여 투수를 맡았다. 트리스는 전신선 기사와 소를 치는 목동으로 일하면서 여분의 돈을 벌었다.
1906년 스피커는 실력 시험을 위하여 몇몇의 프로 팀들에 신청하였고, 한달에 65 달러를 위하여 텍사스 리그의 클리번 레일로더스에 의하여 계약이 맺어졌다. 트리스는 투수로서 대실패하였으며, 6연속 경기를 패하고 한번 보고적으로 전부 장타를 위한 22연속 안타를 내주었으나 외야수로서 그는 84개의 경기에서 .268 점을 타구하고 33개의 도루를 이루었다. 노스텍사스 리그와 사우스텍사스 리그가 1907년 합병할 때 스피커는 휴스턴으로 이주하여 118개의 경기에서 36개의 도루와 함께 리그를 이끄는 .314 점을 타구하였다.

## 메이저 리그 경력

### 초창기 경력

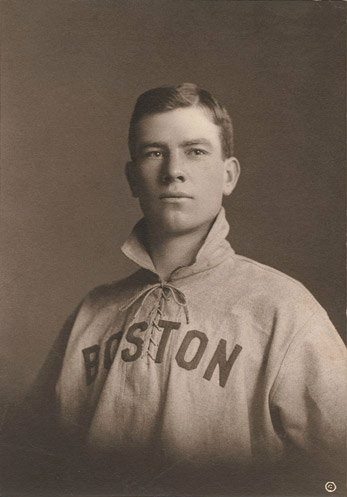
초기 선수 시절의 스피커

보스턴 레드삭스는 1907년 시즌의 말기에 스피커의 계약을 매입하였다. 그는 큰 팀을 위하여 7개의 경기에 나왔으나 .158 점만을 타구하였다. 그의 활약과 인상을 받지 않은 레드삭스는 1908년을 위하여 스피커를 계약에 보내지 않았다. 스피커는 쓸모가 없는 데 뉴욕 자이언츠를 위하여 활약하는 데 기회를 위하여 2번이나 존 맥그로를 부탁하였고, 또한 몇몇의 다른 메이저 리그 팀들에 의하여 거절되었다. 결국 스피커는 레드삭스와 잘 되어가는 데 보스턴의 리틀록 훈련 캠프로 자신의 방향을 찾았다. 봄 훈련의 발기에 레드삭스는 훈련 필드의 임대를 위하여 지불로서 남부 협회의 리틀록에 그의 계약을 넘겨주었다. 만약 스피커가 발전하였다면 레드삭스는 500 달러를 위하여 그를 재매입하는 데 권리를 가졌다.
1908년 스피커는 .350의 평균 28개의 도루와 함께 타구에서 남부 협회를 이끌었고, 자신의 외야수 활약을 위하여 격찬을 끌어들였다. 자이언츠를 상대로 봄 시범 경기에서 스포츠 기자 시드 머서는 "스피커가 땅볼을 떠내고, 1루에 2루로부터 득점하는 데 그 자동적 시도들 중의 하나에 빠른 자이언츠의 한 주자를 아웃시켰다. 그일은 다음날 다시 생겼다. 당시 그는 플라이볼에 득점하는 데 시도하는 주자에 2루타를 매겼다."고 상기하였다.
피츠버그 파이리츠, 브루클린 수퍼바스, 워싱턴 세너터스, 그리고 마지막에 자이언츠로부터 흥미에 불구하고, 트레이블러스는 스피커를 레드삭스로 도로 팔았다. 1909년 스피커는 레드삭스를 위하여 31개의 경기에서 .224 점만을 타구하였으나 외야수에서 완전하였다. 스피커는 더욱 나가서 레드삭스의 투수 사이 영과 일하면서 자신의 외야수 실력들을 갈았다.
스피커는 다음 7개의 시즌 중 2번이나 레드삭스를 월드 시리즈로 이끌어 매년 .300 점 위로 타구하여 가장 많은 공격적과 방어적 분야에서 아메리칸 리그 지도력 선수들 중에 영구히 랭킹에 들었다. 동료 선수들 해리 후퍼와 더피 루이스와 함께 스피커는 역사상 최고의 수비 외야수들 중의 하나를 형성하였다. 이 시기 동안 스피커는 5번이나 척살에서, 4번이나 병살에서 아메리칸 리그의 중견수들을 이끌었다. 2번이나 그는 아메리칸 리그 기록인 35개의 보살을 가졌다. 1912년 스피커는 하나를 제외한 모든 경기에서 활약하여 리그의 MVP로서 차머스 상을 수상하였다. 그는 .383 점을 타구하여 리그에 타이 코브와 조 잭슨에 밀려 3위를 하였고, 2루타, 동점을 매긴 홈런과 출루율에서 리그를 이끌었다. 스피커의 별명들 중의 하나인 "Spoke"는 그가 안타를 얻을 때 "Speaker spoke!"라고 소리친 스피커의 동료 선수이자 라이벌 빌 캐리건으로부터 반어적으로 왔다고 한다. 성공리에 끝마치는 데 자이언츠를 상대로 월드 시리즈에서 스피커는 1루수 프레드 머클과 포수 치프 마이어스 사이에 자신의 해롭지 않은 튀어오른 파울이 착수되지 않게 떨어진 후 결정적 8번째 경기의 10번째 이닝에서 주요한 안타를 얻었다. 2번째 기회가 주어진 스피커는 동점을 매기는 득점에 1루타를 매겼다.
레드삭스의 팬들은 그를 사랑하였다. 스피커는 처음에 헌팅턴 애비뉴 그라운즈, 후에 펜웨이 파크에서 빌 더럼의 사인에 안타를 친 각각의 시간에 50 달러를 받았다. 그는 보스턴 가터스에 배서하여 자신의 명예에 이름을 딴 2 달러의 밀집 모자를 가졌고, 무료 털옷과 무거운 스웨터를 받았다. 하산 담배는 그가 본루들을 뛰는 것을 서술한 인기있는 스피커의 경품 카드들을 창조하였다.
필드에 팀의 성공에 불구하고, 긴장 상태들은 팀에 가끔 높았다. 스피커와 포수 캐리던은 전혀 지내지 않았고, 몇몇의 싸움을 벌였다. 스피커는 가끔 캐리건처럼 아일랜드계 가톨릭 교도였던 더피 루이스와 연설의 임기들에 있지 않았다. 스피커가 조 우드와 래리 가드너를 포함한 다른 개신교 신자들과 편을 들면서 종교적 다른점들은 팀에 도당을 창조하였다. 분위기는 1915년 베이브 루스의 도착과 함께 더욱 복잡화를 일으켰다. 루스는 우드를 가로질렀고, 스피커는 전혀 그를 완전히 용서하지 않았다. 자신의 책 〈Baseball As I Have Known It〉에서 프레드 리브는 스피커가 자신이 한번 쿠 클럭스 클랜의 일원이었다는 것을 자기에게 말했다고 썼다. 쿠 클럭스 클랜이 그 회원 역할들을 비밀로 간직하였어도 스피커의 주장된 회원 자격이 단체가 1915년에 시작된 전국적 부흥을 경험한 것이 주어진 것에 놀라지 않아 반가톨릭 수사학과 함께 더욱 인기를 얻었다. 추가로 1922년부터 1939년까지 쿠 클럭스 클랜의 국가적 지도자 하이럼 W. 에반스는 허바드에서 스피커의 저택 근처에 살았다.

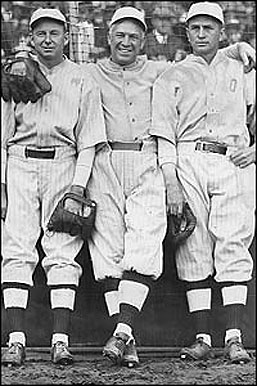
보스턴 레드삭스의 "백만 달러의 외야수들" (좌로부터 더피 루이스, 스피커와 해리 후퍼)

"Grey Eagle"과 팀의 회장 조 래닌과의 관계들도 또한 동정에서 멀었다. 1915년 레드삭스의 월드 시리즈 승리 후, 래닌은 스피커의 타구 평균이 정렬에서 3년을 쇠퇴시킨 이래 외야수의 샐러리가 타이 코브의 9천 달러보다 당시 높은 대략 1만 8천 달러로부터 삭제될 것을 제안하면서 스피커에 화를 내었다. 래닌은 선수 겸 감독이 되는 데 10만 달러를 위하여 스피커에게 3년 계약을 제공한 연방 리그의 브루클린 팀으로 도약으로부터 그를 간직하는 데 1914년 스피커의 샐러리를 올렸다. 스피커가 약속하면서 래닌은 샘 존스, 프레드 토머스와 5만 5천 달러를 위하여 그를 클리블랜드 인디언스로 이적시켰다.

### 인디언스로 이적
스피커는 1916년 5월 9일 인디언스의 유니폼을 입고 보스턴으로 돌아올 때 팬들로부터 대량의 애정 유출을 받았고, 잘못적으로 하나의 이닝의 말기에서 레드삭스의 더그아웃으로 향하였다. 레드삭스의 투수들이 중앙에서 스포크 없이에 관하여 불평하는 동안 그들은 그가 자신의 모든 것을 잡을 수 있던 확실한 카운트에서 뒤에 있을 때 더 이상 패스트볼을 그루브를 잡을 수 없었다. 레드삭스가 월드 시리즈를 다시 우승하였으나 스피커는 인디언스 팬들의 우상이 되었고, 레드삭스에서 자신이 가진 것보다 자신의 새로운 팀과 함께 더욱 나아졌다. 전체로 봐서 1916년은 스피커의 최고 시즌으로 지내왔다. 그는 결국 타구 타이틀에 코브의 기록을 깨는 데 .386 점을 타구하여 안타, 동점을 매긴 2루타, 장타율과 출루율에서 아메리칸 리그를 이끌었다. 스피커의 35개 도루는 리그에서 5위에 들었다.
외야수에서 스피커는 자신이 거의 5번째 내야수였던 가장 낮은 경기를 활약하였다. 1918년 4월 한달에 2번이나 스피커는 2루에서 비원조된 2루타 활약을 실행하여 득점에 낮은 라인 직구들을 포구하고, 그러고나서 주자들을 베이스로 꺾었다. 자신 경력에서 최소한 한번에 스피커는 일과의 병살에서 중심 인물이었다. 1923년 만큼 늦게 깊게 활약하는 데 스피커를 강요한 살아있는 공의 출현 후에 그는 아직도 26개의 보살을 가졌다.
거의 6 피트의 신장과 튼튼한 193 파운드의 스피커는 왼손잡이 웅크림으로부터 타구하고, 타자석에서 깊게 서있었다. 그는 자신의 배트를 낮게 잡아 그것을 위와 아래로 느리게 움직였다. 그는 두드러지게 견실한 타자였다. 1920년 자신의 11개의 연속적 안타들이 18년간 능가되지 않은 평점을 세운 동안 1912년에 스피커는 20개 혹은 이상의 3개의 갈라진 안타 연속과 함께 메이저 리그 기록을 세웠다. 타자로서 스피커의 주요 약점은 느리고, 높고, 커브였다.
스피커는 인디언스와 11개의 시즌을 보내 .350 점을 평균한 타구 평점을 수집하였다. 그는 4연속 시즌의 2루타에서 아메리칸 리그를 선도하였다. 1925년 만큼 늦게 그는 뉴욕주 버펄로의 메리 프랜시스 커디히에게 결혼하였고, 37세의 외야수는 117개의 경기에서 .389 점을 타구하였다. 이어진 해 인디언스와 자신의 최종 시즌에 그는 150개의 경기에서 .304 점을 타구하였다.

### 선수 겸 감독
선수 겸 감독으로서 스피커는 1919년과 1926년 사이에 617 승 520 패의 기록을 안내하였다. 자신이 칼 메이스에 의하여 꾸지람을 들을 때 1920년 스피커가 월드 시리즈로 데려간 인디언스는 중반 시즌 유격수 레이 채프먼의 사망에 의하여 어리둥절 해왔다. 스피커는 팀을 규합하였고 시리즈에서 인디언스는 수퍼바스를 5개의 경기에서 2개로 꺾었다. 스피커는 광범하게 소대로 나누는 데 첫 주장들 중의 하나였다. 인디언스의 챔피언십 해에 그는 왼손잡이들이 투구할 때 오른손잡이 타자들과 자신의 타구 명령을 잔뜩 처넣었다. 스피커 자신은 왼손잡이 투수들을 향한 단 하나의 왼손잡이 타자였다. 그는 타구 우리에서 그의 팀이 준비 운동을 해야한다는 것을 믿지 않고, 포수가 본루의 뒤에 있으면서 오히려 자신의 타자들이 실제의 환경 아래 연습하는 것을 좋아하였다.
1926년 시즌 후, 심술난 전 동료 선수 휴버트 "더치" 레너드가 1919년 경기를 고치는 데 스피커와 코브를 고발하였다. 커미셔너 커니소 마운틴 랜디스는 둘다를 고소의 결백함을 입증하였으나 그들의 유죄를 믿은 당시 아메리칸 리그 회장 밴 존슨은 야구의 이미지를 보호하는 명령에서 코브와 스피커를 사임하도록 설득시켰다. 크리스티 매슈슨을 자이언츠로, 코브를 디트로이트 타이거스로, 월터 존슨을 세너터스로 보내는 동안 1927년 2월 스피커는 세너터스와 계약을 맺어 .327 점을 타구하였다. 자신이 그해 5월 인디언스의 팬들로부터 작별 추모를 위하여 클리블랜드로 돌아갈 때 스피커는 자신이 받은 선물들에 의하여 적게 도달되어 "벽을 향하여 타구해라, 스포크!"라고 소리쳤다고 한다.
스피커는 1928년 코니 맥의 필라델피아 애슬레틱스에 코브와 함께 자신의 메이저 리그 경력을 끝냈다. 그는 인터내셔널 리그의 뉴어크 베어스의 선수 겸 감독으로서 1929년과 1930년을 보내 제한된 활약에 .355 점과 .491 점을 타구하였다.

## 후기의 생애와 영예
선수로서 은퇴하였어도 스피커는 야구와 함께 통하여 멀리 있었다. 부인과 함께 둘다 클리블랜드에 있는 이전의 리그 파크와 후에 뮤니시펄 스타디움에서 그는 투수-타자석을 가졌다. 스피커는 시카고에서 1931년 컵스와 화이트삭스를 위한 방송인으로 일하고, 그러고나서 아메리칸 어소시에이션의 캔자스시티 블루스의 감독과 일부 소유자를 지냈다. 그는 자신이 중견수로부터 자신의 팀을 지도하는 동안 벤치 감독으로서 적게 성공을 가졌다. 캔자스시티 장소는 성공하지 못하고, 스피커는 결국적으로 방송인과 스카우트로서 인디언스로 돌아갔다. 그 동안 양키스의 외야수에서 새롭게 도착한 조 디마지오의 감사한 활약은 스피커에게 비교를 일으켰다. 자랑스러운 텍사스인은 디마지오가 가치있는 후임자였다는 제안에 초초해 하였다. 1939년 양키 클리퍼에 관하여 의문될 때 스피커는 "그가? 난 더 나은 외야수들을 15명이나 임명할 수 있었다."고 응답하였다.
1937년 총지배인 빌 비크의 요구에서 트리스는 니그로 리그에서 2루수로 활약한 래리 도비를 중견수로 전환시키는 도움을 주는 데 특별 코치로서 유니폼으로 돌아갔다. 그후에 스피커는 어린 선수들과 일하는 데 자주 인디언스의 훈련장을 방문하였다.
그레이 이글은 또한 트리스 스피커로 단순하게 지내온 것에 대문자로 시작되기도 하였다. 순회의 연회의 정규적이던 그는 클리블랜드에서 주류 도매상 트리스 스피커 회사의 회장을 지내고, 후에 디트로이트 철강 회사의 판매 대표를 지냈다. 1936년 그는 클리블랜드 권투 레슬링 위원회의 회장이었다. 1939년 스피커는 워싱턴 D. C.를 제외한 모든 메이저 리그 도시에서 팀을 가진 국립 프로 실내 야구 리그의 회장이었으나 한달 밖에 지속되지 못하였다. 그는 사냥, 낚시 등을 하는 데 바쁘게 지냈고, 타이 코브, 조 우드와 스탠 코벨레스키 같은 옛 친구들과 연락을 하였다. 1953년 스피커는 백악관에서 드와이트 D. 아이젠하워 대통령과 점심 식사를 함께 하였다.
자신이 활약할 때 부상으로 거의 면제된 스피커는 자신의 후기 세월에 건강 문제들의 일련을 겪었다. 1937년 자신의 저택에서 2층 현관으로부터 떨어질 때 그는 자신의 두개골이 부러지고, 자신의 왼쪽팔이 깨졌다. 그는 또한 가까이 치명적인 관통된 창자를 가져 1954년 심장의 부양 후 몇두 동안 입원하였다. 1958년 12월 8일 스피커는 레이크휘트니에서 오후 낚시 후에 자신과 한 친구가 그들의 보트를 선창에 당긴 동안 관상 동맥 질환을 겪었다. 그와 메리는 봄 훈련으로 향하는 데 희망을 가지기 전에 넓은 휴가에 있었다.
그날 사망한 스피커는 자신의 부모가 안치되고, 한번 자신이 소년으로서 활약한 야구장으로부터 멀지 않은 허바드의 페어뷰 묘지의 1 섹션, 2 블록에 히말라야삼목으로 그늘져있는 자리에 안장되었다. 그는 1937년 미국 야구 명예의 전당으로 선출되어 그렇게 명예를 얻은 첫 8명의 선수들 중의 하나였다. 그의 각판에는 그가 "그의 세월에 거대한 중견수였다"고 진술하고 있다.

## 선수 기록
| 타율 | 출루율 | 장타율 | 홈런 | 타점 | 도루 |
| .354 | .441   | .534   | 72   | 234  | 58   |